# Werauhia urbaniana
Espèce
Werauhia urbaniana est une espèce de plantes à fleurs de la famille des Bromeliaceae originaire des Petites Antilles. C'est une épiphyte qui pousse principalement dans le biome tropical humide.

## Description
Werauhia urbaniana est une espèce épiphyte, rarement terrestre. Les feuilles sont bien vertes, relativement dressées, non mucronées à l'apex. Le scape est dressé, robuste, à nombreuses bractées folliacées. L'inflorescence est simple avec peu de fleurs, avec des bractées bien plus longues que les fleurs, recourbées à l'apex.

## Répartition et habitat
Werauhia urbaniana est présente en Amérique centrale, Nord de l'Amérique du Sud, Grandes Antilles et Petites Antilles (Saba, Saint-Eustache, Montserrat, Guadeloupe, Dominique, Martinique, Sainte-Lucie, Saint-Vincent, Grenade). Elle est présente dans les forêts hygrophiles, les forêts de transition et végétation montagnarde.

## Systématique
Le nom correct complet (avec auteur) de ce taxon est Werauhia urbaniana (Mez) J.R.Grant (d).
L'espèce a été initialement classée dans le genre Guzmania sous le basionyme Guzmania urbaniana Mez.
Werauhia urbaniana a pour synonymes :
- Guzmania urbaniana Mez
- Thecophyllum urbanianum (Mez) Mez
- Vriesea antillana L.B.Sm. & Pittendr.